# Abronia (zoologie)
Pour les articles homonymes, voir Abronia.
Genre
Abronia est un genre de sauriens de la famille des Anguidae. Ils sont appelés Abronies en français.

## Répartition
Les 37 espèces de ce genre se rencontrent au Mexique, au Guatemala, au Honduras et au Salvador.

## Liste des espèces
Selon The Reptile Database (6 octobre 2021) :
- Abronia antauges (Cope, 1866)
- Abronia anzuetoi Campbell & Frost, 1993
- Abronia aurita (Cope, 1869)
- Abronia bogerti Tihen, 1954
- Abronia campbelli Brodie & Savage, 1993
- Abronia chiszari Smith & Smith, 1981
- Abronia cuchumatanus (Solano-Zavaleta, Nieto-Montes de Oca & Campbell, 2016)
- Abronia cuetzpali Campbell, Solano-Zavaleta, Flores-Villela, Caviedes-Solis & Frost, 2016
- Abronia deppii (Wiegmann, 1828) - Abronie de Deppe
- Abronia fimbriata (Cope, 1884)
- Abronia frosti Campbell, Sasa, Acevedo & Mendelson, 1998
- Abronia fuscolabialis (Tihen, 1944)
- Abronia gadovii (Boulenger, 1913)
- Abronia gaiophantasma Campbell & Frost, 1993
- Abronia graminea (Cope, 1864)
- Abronia juarezi (Karges & Wright, 1987)
- Abronia leurolepis Campbell & Frost, 1993
- Abronia lythrochila Smith & Alvarez Del Toro, 1963
- Abronia martindelcampoi Flores-Villela & Sánchez-H., 2003
- Abronia matudai (Hartweg & Tihen, 1946)
- Abronia meledona Campbell & Brodie, 1999
- Abronia mitchelli Campbell, 1982
- Abronia mixteca Bogert & Porter, 1967
- Abronia montecristoi Hidalgo, 1983
- Abronia monticola (Cope, 1878)
- Abronia moreletii (Bocourt, 1872)
- Abronia morenica Clause, Luna-Reyes & Nieto-Montes de Oca, 2020
- Abronia oaxacae (Günther, 1885)
- Abronia ochoterenai (Martin Del Campo, 1939)
- Abronia ornelasi Campbell, 1984
- Abronia ramirezi Campbell, 1994
- Abronia reidi Werler & Shannon, 1961
- Abronia salvadorensis Hidalgo, 1983
- Abronia smithi Campbell & Frost, 1993
- Abronia taeniata (Wiegmann, 1828) - Abronie à bandes
- Abronia vasconcelosii (Bocourt, 1871)
- Abronia viridiflava (Bocourt, 1873)

## Publication originale
- Gray, 1838 : Catalogue of the slender-tongued saurians, with descriptions of many new genera and species, in Annals and Magazine of Natural History, sér. 1, vol. 1, p. 274-283, 388-394 (texte intégral).